# Raid di Nassau
Il raid di Nassau, sull'isola bahamiana di New Providence, fu una razzia di pirati franco-spagnoli contro gli inglesi che ebbe luogo nell'ottobre del 1703 durante la Guerra di successione spagnola; ne risultò una vittoria per i franco-spagnoli che occuparono brevemente Nassau e poi la distrussero. L'invasione venne guidata dallo spagnolo Blas Moreno Mondragón e dal francese Clause Le Chesnaye, e l'attacco si focalizzò su Nassau, la capitale della colonia inglese delle Bahamas, nonché importante base di pirateria per i corsari inglesi nei mari di Cuba e di Santo Domingo. La città di Nassau venne presa facilmente e saccheggiata per poi essere data alle fiamme. Il forte di Nassau venne smantellato ed il governatore inglese, con tutti i suoi soldati, vennero presi come prigionieri. Un anno dopo, sir Edward Birch, il nuovo governatore inglese, sbarcato a Nassau, fu così sconvolto dal vedere le rovine della città che fece ritorno in Inghilterra dopo solo alcuni mesi, senza "aver svolto il proprio compito".

## Il raid

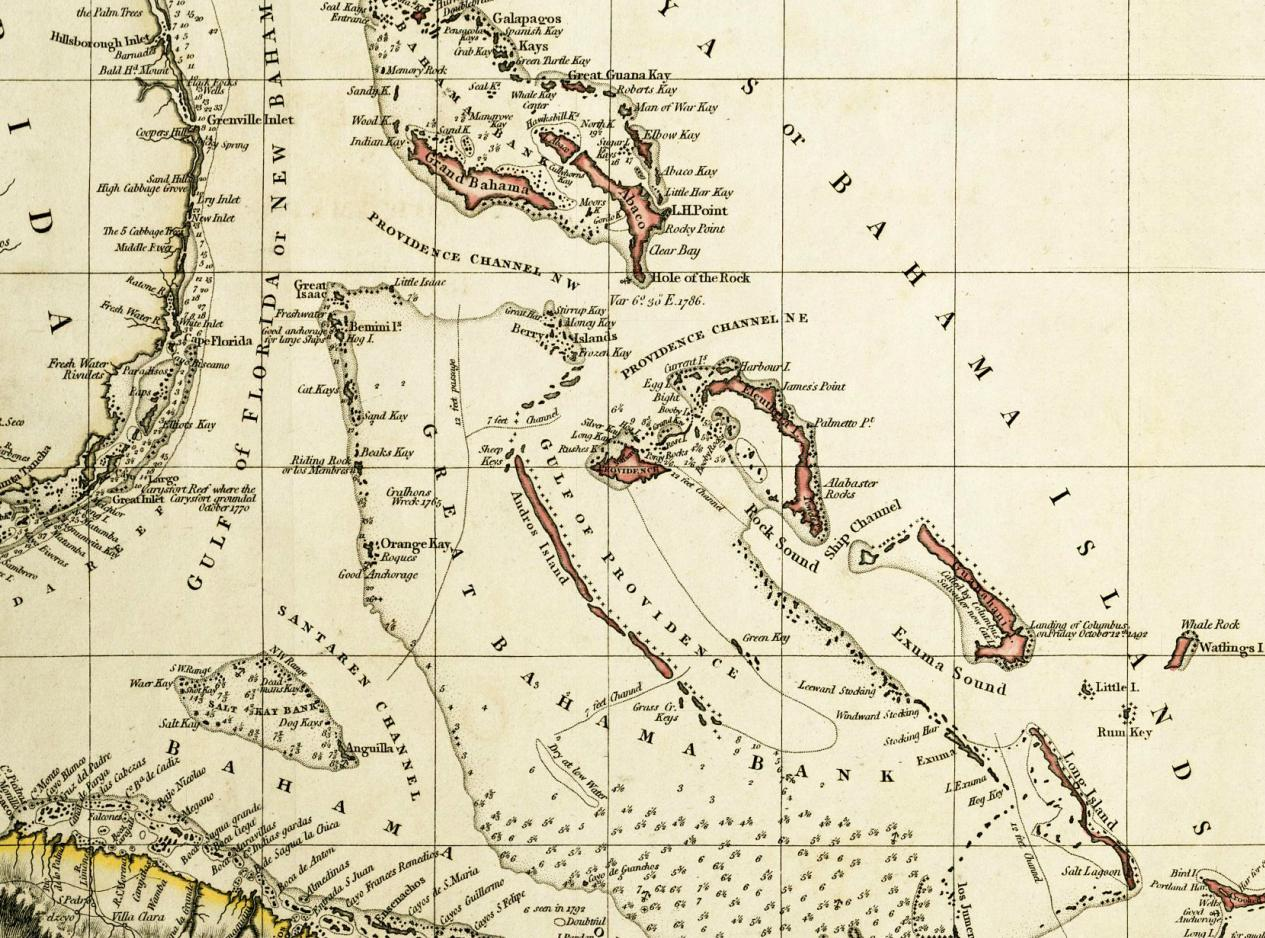
Una mappa del 1803 realizzata da Aaron Arrowsmith che mostra l'Isola di New Providence (al centro della mappa), situata nel Golfo di Providence, coi Canali di Providence immediatamente a nord. Tra le altre isole si riconoscono Grand Bahama e le isole Abaco più a nord, con l'isola di Andros a ovest ed Eleuthera a est.

I governatori delle colonie spagnole nei Caraibi di Santiago de Cuba e Santo Domingo vedevano la presenza della colonia inglese a Nassau come una minaccia per la notevole attività corsaresca e di pirateria che ivi aveva base, e pertanto ingaggiò una spedizione di soldati spagnoli e bucanieri francesi inviandoli a Nassau nell'ottobre del 1703 a bordo di due fregate al comando degli ufficiali Blas Moreno Mondragón e Claude Le Chesnaye. La spedizione colse completamente di sorpresa i 250 abitanti inglesi della capitale di New Providence di cui oltre 100 rimasero uccisi nell'azione e da 80 a 100 vennero portati via come prigionieri di guerra assieme a 22 cannoni. I franco-spagnoli abbatterono tutte le fortificazioni e fecero ritorno a Santiago de Cuba alcuni giorni dopo con tutti i prigionieri e 13 navi catturate nel porto. Tra i prigionieri vi era anche il governatore britannico Ellis Lightwood.

## Conseguenze
Gli abitanti inglesi si ritirarono per quel che poterono tra i boschi circostanti la città sino a quando il pericolo non venne scansato. Tornando in città, trovarono la capitale ridotta completamente in rovina e deserta tantopiù che la madrepatria ancora non sapeva della catastrofe che era avvenuta sull'isola di New Providence. Qualche tempo dopo Edward Birch venne nominato quale nuovo governatore dell'isola, ma quando giunse a Nassau trovò l'intera città abbandonata e decise pertanto di tornare in Inghilterra senza nemmeno aver modo di svolgere il proprio compito.
Un altro raid si ebbe nel 1706 lasciando solo 27 famiglie ad abitare l'intera isola di New Providence, e non più di 400-500 abitanti giunsero in seguito nel corso dell'intero conflitto dal momento che dall'Inghilterra non giunsero né altri governatori né aiuti per la ricostruzione della città e della sua rete commerciale. Birch disse che gli abitanti "non avevano nemmeno di che coprirsi".
John Graves (che già aveva visitato le Bahamas con Thomas Bridges nel 1686 ed aveva prestato servizio come segretario per la colonia) riportò nel 1706 che i pochi sopravvissuti di New Providence "vivevano perlopiù in piccole capanne, pronti ad ogni minimo tentativo di assalto a fuggire tra i boschi."